# DM2A4
El DM2A4  es el primer torpedo en utilizar cable de fibra óptica para su guiado. El torpedo lleva un carrete donde está enrollado el fino hilo de fibra óptica –uno de los extremos está conectado al torpedo mientras que el otro está conectado a la plataforma de lanzamiento- y al ser lanzado, el cable se va desenrollando manteniendo el contacto y el trasvase de información con escasos milisegundos de demora entre el torpedo y la plataforma de lanzamiento, que permite su guiado.

## Descripción

### Variante corta
Este torpedo tiene cuatro baterías que le permiten tener un rango de hasta 50 km (27 millas náuticas) y alcanzar una velocidad de hasta 90 km/h (50 nudos). Además el torpedo puede ser utilizado como ROV (Remote operated vehicle, Vehículo a control remoto) para misiones no tripuladas de reconocimiento.
Dicha arma tiene la cabeza de combate de 250 kg de hexógeno/RDX/aluminio de alto explosivo (que es equivalente a 450 kg de TNT), con espoletas magnéticas o de contacto. El torpedo mide 6,6 metros de longitud, aunque existen variantes más cortas, y tiene un diámetro de 533 mm.

### Variante larga
La variante larga del SeaHake mod4 ER (Extended Range) más reciente tiene un alcance de 140 km, comparable al misil Exocet, lo que lo convierte en el mejor torpedo para esta capacidad en el mercado, con una velocidad de más de 90 km/h, haciéndolo disponible para ataques de largo alcance hasta instalaciones portuarias.
También puede utilizarse en baterías móviles de tubo lanzatorpedos (montado sobre un remolque) como un torpedo aéreo para defensa costera o en barcos para guerra antisubmarina, luego está equipado con un mástil/antena de guía.

## Operadores
- El DM2A4 fue encargado por la Armada Alemana para equipar a sus submarinos Tipo 212.

- También ha sido adquirido por España para equipar a sus submarinos de la clase S-80.